# Eisner-díj a legjobb képregény témájú könyvnek, időszaki kiadványnak vagy más sajtóterméknek
Ebben a listában az Eisner-díj „legjobb könyv” és „legjobb időszaki kiadvány vagy más sajtótermék” kategóriájának jelöltjei és nyertesei találhatóak.

## Eisner-díj a legjobb képregény témájú könyvnek
| Év   | Könyv | Író vagy szerkesztő                                                                                            |
| ---- | --- | --- |
| 2011 | Doonesbury and the Art of G. B. Trudeau                                                                        | Brian Walker                                                                                                   |
| 2011 | Fire and Water: Bill Everett, the Sub-Mariner, and the Birth of Marvel Comics                                  | Blake Bell |
| 2011 | The Oddly Compelling Art of Denis Kitchen                                                                      | Denis Kitchen, Charles Brownstein, John Lind és Diana Schutz                                                   |
| 2011 | Shazam! The Golden Age of the World’s Mightiest Mortal                                                         | Chip Kidd és Geoff Spear                                                                                       |
| 2011 | 75 Years of DC Comics: The Art of Modern Mythmaking                                                            | Paul Levitz |
| 2010 | Alan Moore: Comics as Performance, Fiction as Scalpel                                                          | Annalisa Di Liddo                                                                                              |
| 2010 | The Art of Harvey Kurtzman: The Mad Genius of Comics                                                           | Denis Kitchen és Paul Buhle                                                                                    |
| 2010 | The Art of Osamu Tezuka: God of Manga                                                                          | Helen McCarthy                                                                                                 |
| 2010 | Manga Kamishibai: The Art of Japanese Paper Theater                                                            | Eric P. Nash                                                                                                   |
| 2010 | Will Eisner and PS Magazine                                                                                    | Paul E. Fitzgerald                                                                                             |
| 2009 | Bill Mauldin: A Life Up Front                                                                                  | Todd DePastino                                                                                                 |
| 2009 | Brush with Passion: The Art and Life of Dave Stevens                                                           | Arnie és Cathy Fenner                                                                                          |
| 2009 | Drawing Words and Writing Pictures                                                                             | Jessica Abel és Matt Madden                                                                                    |
| 2009 | Kirby: King of Comics                                                                                          | Mark Evanier                                                                                                   |
| 2009 | The Ten-Cent Plague: The Great Comic-Book Scare and How It Changed America                                     | David Hajdu |
| 2008 | The Art of P. Craig Russell                                                                                    | Joe Pruett |
| 2008 | The Artist Within                                                                                              | Greg Preston                                                                                                   |
| 2008 | Manga: The Complete Guide                                                                                      | Jason Thompson                                                                                                 |
| 2008 | Meanwhile… – A Biography of Milton Caniff                                                                      | R. C. Harvey                                                                                                   |
| 2008 | Reading Comics: How Graphic Novels Work and What They Mean                                                     | Douglas Wolk                                                                                                   |
| 2008 | Understanding Manga and Anime                                                                                  | Robin Brenner                                                                                                  |
| 2007 | The Art of Brian Bolland                                                                                       | Joe Pruett |
| 2007 | Cartoon America: Comic Art in the Library of Congress                                                          | Harry Katz |
| 2007 | Dear John: The Alex Toth Doodle Book                                                                           | John Hitchcock                                                                                                 |
| 2007 | In the Studio: Visits with Contemporary Cartoonists                                                            | Todd Hignite                                                                                                   |
| 2007 | Wally’s World                                                                                                  | Steve Sarger és J. David Spurlock                                                                              |
| 2006 | The Comics Journal Library: Classic Comic Illustrators                                                         | Tom Spurgeon                                                                                                   |
| 2006 | Eisner/Miller                                                                                                  | Charles Brownstein és Diana Schutz                                                                             |
| 2006 | Foul Play: The Art and Artists of the Notorious 1950s EC Comics                                                | Grant Geissman                                                                                                 |
| 2006 | Masters of American Comics                                                                                     | John Carlin, Paul Karasik és Brian Walker                                                                      |
| 2006 | RGK: Art of Roy G. Krenkel                                                                                     | J. David Spurlock és Barry Klugerman                                                                           |
| 2005 | The Art of Usagi Yojimbo                                                                                       | Stan Sakai |
| 2005 | Chris Ware | Daniel Raeburn                                                                                                 |
| 2005 | Give Our Regards to the Atom Smashers                                                                          | Sean Howe |
| 2005 | Men of Tomorrow: Geeks, Gangsters, and the Birth of the Comic Book                                             | Gerard Jones                                                                                                   |
| 2005 | Strangers in Paradise Treasury Edition                                                                         | Terry Moore |
| 2004 | The Acme Novelty Library Datebook, 1986-1995                                                                   | Chris Ware |
| 2004 | The Art of Hellboy                                                                                             | Mike Mignola                                                                                                   |
| 2004 | Black Images in the Comics                                                                                     | Fredrik Strömberg                                                                                              |
| 2004 | Mythology: The DC Comics Art of Alex Ross                                                                      | Chip Kidd |
| 2004 | Stan Lee and the Rise and Fall of the American Comic Book                                                      | Jordan Raphael és Tom Spurgeon                                                                                 |
| 2003 | A „legjobb könyv” és „legjobb időszaki kiadvány” kategóriáját ebben az évben összevonták. Bővebben lásd alább. | A „legjobb könyv” és „legjobb időszaki kiadvány” kategóriáját ebben az évben összevonták. Bővebben lásd alább. |
| 2002 | Hal Foster: Prince of Illustrators, Father of the Adventure Strip                                              | Brian M. Kane                                                                                                  |
| 2002 | Jack Cole and Plastic Man                                                                                      | Art Spiegelman                                                                                                 |
| 2002 | Kimota! – The Miracleman Companion                                                                             | George Khoury                                                                                                  |
| 2002 | OPUS, vol. 2                                                                                                   | Barry Windsor-Smith                                                                                            |
| 2002 | Peanuts: The Art of Charles M. Schulz                                                                          | Chip Kidd |
| 2001 | Comic Book Artist Collection, vol. 1                                                                           | Jon B. Cooke                                                                                                   |
| 2001 | Comic Book Culture: An Illustrated History                                                                     | Ron Goulart |
| 2001 | 50 Years of Happiness: A Tribute to Charles M. Schulz                                                          | Derrick Bang és Victor Lee                                                                                     |
| 2001 | Tales of Terror! – The EC Comics Companion                                                                     | Fred von Bernewitz és Grant Geissman                                                                           |
| 2001 | Wonder Woman: The Complete History                                                                             | Les Daniels |
| 2000 | The Art of Nick Cardy                                                                                          | John Coates |
| 2000 | From Girls to Grrrlz                                                                                           | Trina Robbins                                                                                                  |
| 2000 | Art Spiegelman: Comix, Essays, Graphics and Scraps                                                             | Art Spiegelman                                                                                                 |
| 2000 | OPUS, vol. 1                                                                                                   | Barry Windsor-Smith                                                                                            |
| 2000 | The Sandman: The Dream Hunters                                                                                 | Neil Gaiman és Amano Jositaka                                                                                  |
| 1999 | Batman: Animated                                                                                               | Paul Dini és Chip Kidd                                                                                         |
| 1999 | Comics: Between the Panels                                                                                     | Steve Duin és Mike Richardson                                                                                  |
| 1999 | Intron Depot 2 – Blades                                                                                        | Siró Maszamune                                                                                                 |
| 1999 | Malicious Resplendence: The Paintings of Robert Williams                                                       | C. R. Stecyk                                                                                                   |
| 1999 | Superman: The Complete History                                                                                 | Les Daniels |
| 1998 | Alter Ego | Roy Thomas és Bill Schelly                                                                                     |
| 1998 | Cerebus Guide to Self-Publishing                                                                               | Dave Sim |
| 1998 | The Collected Jack Kirby Collector, vol. 1                                                                     | John Morrow |
| 1998 | The R. Crumb Coffee Table Art Book                                                                             | Pete Poplaski                                                                                                  |
| 1998 | Tijuana Bibles                                                                                                 | Bob Adelman |
| 1997 | Alex Toth by Design                                                                                            | Alex Toth és Darrell McNeil                                                                                    |
| 1997 | Batman Collected                                                                                               | Chip Kidd |
| 1997 | Graphic Storytelling                                                                                           | Will Eisner |
| 1997 | Great Women Superheroes                                                                                        | Trina Robbins                                                                                                  |
| 1997 | National Cartoonists Society Album, 50th Anniversary edition                                                   | Bill Janocha                                                                                                   |
| 1996 | Alex Toth | Manuel Auad |
| 1996 | Collectibly MAD                                                                                                | Grant Geissman                                                                                                 |
| 1996 | DC Comics: Sixty Years of Your Favorite Comic Book Heroes                                                      | Les Daniels |
| 1996 | The Golden Age of Comic Fandom                                                                                 | Bill Schelly                                                                                                   |
| 1995 | A „legjobb könyv” és „legjobb időszaki kiadvány” kategóriáját ebben az évben összevonták. Bővebben lásd alább. | A „legjobb könyv” és „legjobb időszaki kiadvány” kategóriáját ebben az évben összevonták. Bővebben lásd alább. |
| 1994 | Comic Book Rebels                                                                                              | Steve Bissette                                                                                                 |
| 1994 | Michael Wm. Kaluta Sketchbook                                                                                  | Michael Kaluta                                                                                                 |
| 1994 | Understanding Comics                                                                                           | Scott McCloud                                                                                                  |
| 1993 | A kategóriában nem osztottak díjat                                                                             | A kategóriában nem osztottak díjat                                                                             |
| 1992 | From ”Aargh!” to ”Zap!”: Harvey Kurtzman’s Visual History of the Comics                                        | Harvey Kurtzman és Howard Zimmerman                                                                            |
| 1992 | Illustated History of Superhero Comics                                                                         | Mike Benton |
| 1992 | Marvel: Five Fabulous Decades of the World’s Greatest Comics                                                   | Les Daniels |
| 1992 | Photojournal Guide to Marvel Comics                                                                            | Ernie Gerber                                                                                                   |

## Eisner-díj a legjobb időszaki kiadványnak vagy más sajtóterméknek
| Év   | Időszaki kiadvány vagy más sajtótermék                                                                         | Közreműködők                                                                                                   | Kiadó vagy honlap                                                                                              |
| ---- | --- | --- | --- |
| 2011 | Alter Ego | Roy Thomas | TwoMorrows Publishing                                                                                          |
| 2011 | The Beat | Heidi MacDonald                                                                                                | The Beat |
| 2011 | Comic Book Resources                                                                                           | Jonah Weiland                                                                                                  | Comic Book Resources                                                                                           |
| 2011 | ComicsAlliance                                                                                                 | Laura Hudson                                                                                                   | ComicsAlliance                                                                                                 |
| 2011 | The Comics Reporter                                                                                            | Tom Spurgeon                                                                                                   | The Comics Reporter                                                                                            |
| 2011 | A USA Today képregényrovata                                                                                    | Dennis Moore és John Geddes                                                                                    | USA Today – Comics News                                                                                        |
| 2010 | Alter Ego | Roy Thomas | TwoMorrows Publishing                                                                                          |
| 2010 | ComicsAlliance                                                                                                 | Laura Hudson                                                                                                   | ComicsAlliance                                                                                                 |
| 2010 | Comics Comics                                                                                                  | Timothy Hodler és Dan Nadel                                                                                    | Comics Comics                                                                                                  |
| 2010 | The Comics Journal                                                                                             | Gary Groth, Michael Dean és Kristy Valenti                                                                     | Fantagraphics Books                                                                                            |
| 2010 | The Comics Reporter                                                                                            | Tom Spurgeon                                                                                                   | The Comics Reporter                                                                                            |
| 2009 | Comic Book Resources                                                                                           | Jonah Weiland                                                                                                  | Comic Book Resources                                                                                           |
| 2009 | The Comics Journal                                                                                             | Gary Groth, Michael Dean és Kristy Valenti                                                                     | Fantagraphics Books                                                                                            |
| 2009 | The Comics Reporter                                                                                            | Tom Spurgeon és Jordan Raphael                                                                                 | The Comics Reporter                                                                                            |
| 2009 | Comics Comics                                                                                                  | Timothy Hodler és Dan Nadel                                                                                    | Comics Comics                                                                                                  |
| 2008 | Comic Art #9                                                                                                   | Todd Hignite                                                                                                   | Buenaventura Press                                                                                             |
| 2008 | Comic Foundry                                                                                                  | Tim Leong | Comic Foundry                                                                                                  |
| 2008 | The Comics Journal                                                                                             | Gary Groth, Michael Dean és Kristy Valenti                                                                     | Fantagraphics Books                                                                                            |
| 2008 | The Comics Reporter                                                                                            | Tom Spurgeon és Jordan Raphael                                                                                 | The Comics Reporter                                                                                            |
| 2008 | Newsarama | Matt Brady és Michael Doran                                                                                    | Newsarama |
| 2007 | Alter Ego | Roy Thomas | TwoMorrows Publishing                                                                                          |
| 2007 | Comic Art #8                                                                                                   | Todd Hignite                                                                                                   | Buenaventura Press                                                                                             |
| 2007 | The Comics Journal                                                                                             | Gary Groth, Dirk Deppey, Michael Dean és Kristy Valenti                                                        | Fantagraphics Books                                                                                            |
| 2007 | The Comics Reporter                                                                                            | Tom Spurgeon és Jordan Raphael                                                                                 | The Comics Reporter                                                                                            |
| 2007 | ¡Journalista!                                                                                                  | Dirk Deppey | Fantagraphics Books, ¡Journalista!                                                                             |
| 2006 | Comic Art | M. Todd Hignite                                                                                                | Comic Art |
| 2006 | Comic Book Artist                                                                                              | Jon Cooke | Top Shelf Productions                                                                                          |
| 2006 | The Comics Journal                                                                                             | Gary Groth és Dirk Deppey                                                                                      | Fantagraphics Books                                                                                            |
| 2006 | Draw! | Michael Manley                                                                                                 | TwoMorrows Publishing                                                                                          |
| 2006 | Following Cerebus                                                                                              | Craig Miller és John Thorne                                                                                    | Aardvark-Vanaheim, Win-Mill Productions                                                                        |
| 2005 | Comic Art | M. Todd Hignite                                                                                                | Comic Art |
| 2005 | Comic Book Artist                                                                                              | Jon B. Cooke                                                                                                   | Top Shelf Productions                                                                                          |
| 2005 | Draw! | Mike Manley | TwoMorrows Publishing                                                                                          |
| 2005 | Indy Magazine                                                                                                  | Bill Kartalopoulos                                                                                             | Indy Magazine                                                                                                  |
| 2004 | Alter Ego | Roy Thomas | TwoMorrows Publishing                                                                                          |
| 2004 | Comic Art | M. Todd Hignite                                                                                                | Comic Art |
| 2004 | Comic Book Artist                                                                                              | Jon B. Cooke                                                                                                   | Top Shelf Productions                                                                                          |
| 2004 | The Comics Journal                                                                                             | Gary Groth és Milo George                                                                                      | Fantagraphics Books                                                                                            |
| 2003 | A „legjobb könyv” és „legjobb időszaki kiadvány” kategóriáját ebben az évben összevonták. Bővebben lásd alább. | A „legjobb könyv” és „legjobb időszaki kiadvány” kategóriáját ebben az évben összevonták. Bővebben lásd alább. | A „legjobb könyv” és „legjobb időszaki kiadvány” kategóriáját ebben az évben összevonták. Bővebben lásd alább. |
| 2002 | Alter Ego | Roy Thomas | TwoMorrows Publishing                                                                                          |
| 2002 | Comic Book Artist                                                                                              | Jon Cooke | TwoMorrows Publishing                                                                                          |
| 2002 | The Comics Journal                                                                                             | Gary Groth és Anne Elizabeth Moore                                                                             | Fantagraphics Books                                                                                            |
| 2001 | A kategóriában nem osztottak díjat                                                                             | A kategóriában nem osztottak díjat                                                                             | A kategóriában nem osztottak díjat                                                                             |
| 2000 | Comic Book Artist                                                                                              | | TwoMorrows Publishing                                                                                          |
| 2000 | The Comics Journal                                                                                             | | Fantagraphics Books                                                                                            |
| 2000 | The Imp #3 | | Dan Raeburn |
| 1999 | Comic Book Artist                                                                                              | | TwoMorrows Publishing                                                                                          |
| 1999 | Comic Book Marketplace                                                                                         | | Gemstone Publishing                                                                                            |
| 1999 | The Comics Journal                                                                                             | | Fantagraphics Books                                                                                            |
| 1999 | The Jack Kirby Collector                                                                                       | | TwoMorrows Publishing                                                                                          |
| 1999 | Wizard | | Wizard Press                                                                                                   |
| 1998 | Comic Book Marketplace                                                                                         | | Gemstone Publishing                                                                                            |
| 1998 | The Comics Journal                                                                                             | | Fantagraphics Books                                                                                            |
| 1998 | Feature | | Charles Brownstein                                                                                             |
| 1998 | Jack Kirby Collector                                                                                           | | TwoMorrows Publishing                                                                                          |
| 1998 | The Staros Report                                                                                              | | Star House |
| 1997 | Comics Buyer’s Guide                                                                                           | | Krause Publications                                                                                            |
| 1997 | The Comics Journal                                                                                             | | Fantagraphics Books                                                                                            |
| 1997 | Comic Relief                                                                                                   | | Page One Publishers & Bookworks                                                                                |
| 1997 | Jack Kirby Collector                                                                                           | | TwoMorrows Publishing                                                                                          |
| 1996 | Comic Book Marketplace                                                                                         | | Gemstone Publishing                                                                                            |
| 1996 | The Comics Journal                                                                                             | | Fantagraphics Books                                                                                            |
| 1996 | The Jack Kirby Collector                                                                                       | | TwoMorrows Publishing                                                                                          |
| 1996 | The Staros Report                                                                                              | | Chris Staros                                                                                                   |
| 1995 | A „legjobb könyv” és „legjobb időszaki kiadvány” kategóriáját ebben az évben összevonták. Bővebben lásd alább. | A „legjobb könyv” és „legjobb időszaki kiadvány” kategóriáját ebben az évben összevonták. Bővebben lásd alább. | A „legjobb könyv” és „legjobb időszaki kiadvány” kategóriáját ebben az évben összevonták. Bővebben lásd alább. |
| 1994 | A kategóriában nem osztottak díjat                                                                             | A kategóriában nem osztottak díjat                                                                             | A kategóriában nem osztottak díjat                                                                             |
| 1993 | Amazing Heroes                                                                                                 | | Fantagraphics Books                                                                                            |
| 1993 | Comics Buyer’s Guide                                                                                           | | Krause Publications                                                                                            |
| 1993 | The Comics Journal                                                                                             | | Fantagraphics Books                                                                                            |
| 1993 | Comics Retailer                                                                                                | | Krause Publications                                                                                            |
| 1993 | Comics Scene                                                                                                   | | Starlog Group                                                                                                  |
| 1992 | Comic Book Marketplace                                                                                         | | Marketplace Publications                                                                                       |
| 1992 | Comics Buyer’s Guide                                                                                           | Don Thompson és Maggie Thompson                                                                                | Krause Publications                                                                                            |
| 1992 | Comics Interview                                                                                               | | Fictioneer Books                                                                                               |
| 1992 | The Comics Journal                                                                                             | Gary Groth | Fantagraphics Books                                                                                            |
| 1992 | Pure Images | Greg Theakston                                                                                                 | Pure Imagination                                                                                               |

## Eisner-díj a legjobb könyvnek vagy időszaki kiadványnak
| Év   | Könyv vagy időszaki kiadvány                               | Közreműködők        | Kiadó                       |
| ---- | ---------------------------------------------------------- | ------------------- | --------------------------- |
| 2003 | B. Krigstein, vol. 1                                       | Greg Sadowski       |                             |
| 2003 | Comic Art                                                  | M. Todd Hignite     | Comic Art                   |
| 2003 | Curt Swan: A Life in Comics                                | Eddie Zeno          |                             |
| 2003 | The Imp #4                                                 | Dan Raeburn         | Daniel K. Raeburn           |
| 2003 | Rebel Visions: The Underground Comix Revolution, 1963-1975 | Patrick Rosenkrantz |                             |
| 2003 | Tintin: The Complete Companion                             | M. Farr             |                             |
| 1995 | Getting into the Business of Comics                        | Lurene Haines       |                             |
| 1995 | Hero Illustrated                                           |                     | Warrior Publications        |
| 1995 | Kitchen Sink Press: The First 25 Years                     | David Schreiner     |                             |
| 1995 | Masters of Imagination                                     | Mike Benton         |                             |
| 1995 | Superman and Batman Magazine                               |                     | DC Comics, Welsh Publishing |